# Forum mondial sur la transparence et l'échange de renseignements

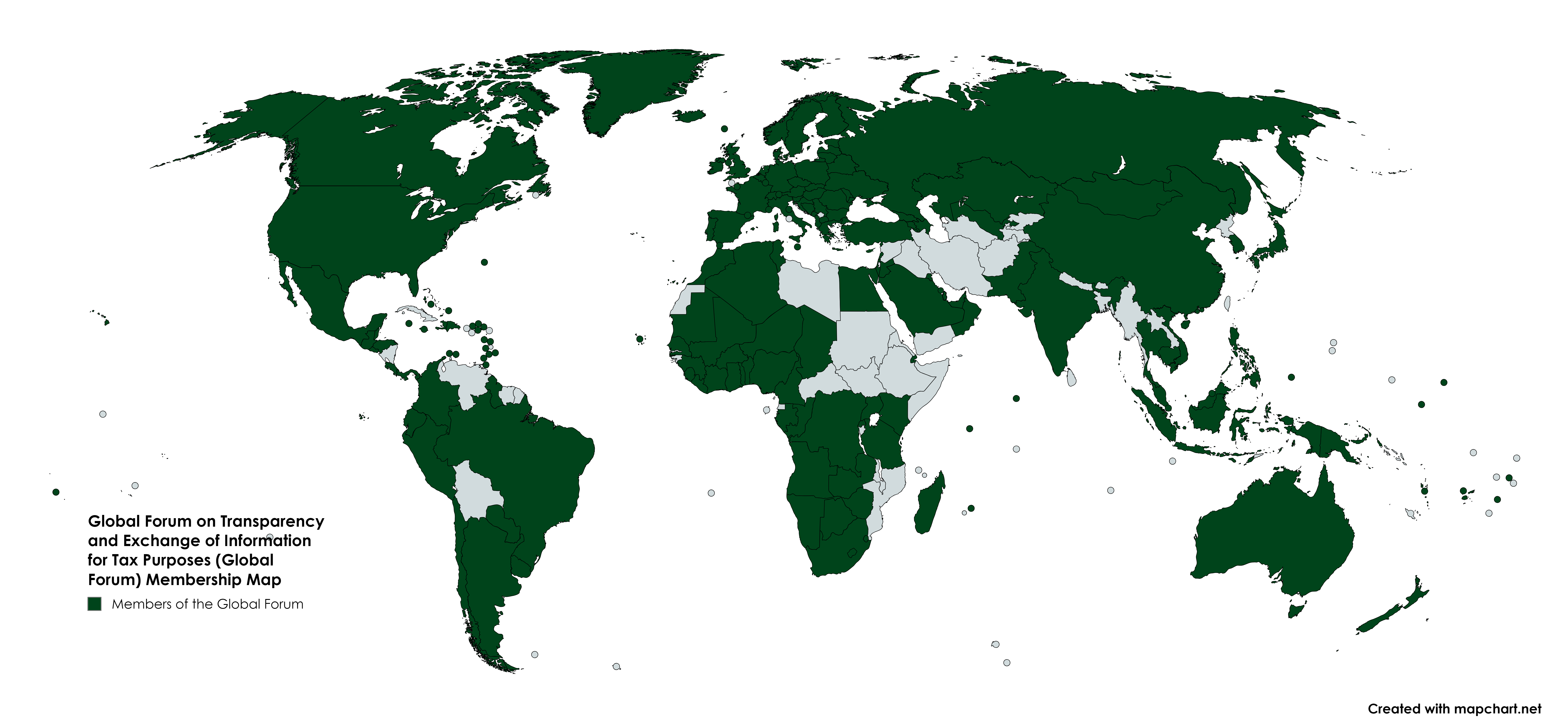
Global Forum on Transparency and Exchange of Information for Tax Purposes Global Forum Membership Map

Le Forum mondial sur la transparence et l’échange de renseignements a été fondé en 2000 afin d’élaborer des normes en matière de droit bancaire et fiscal, « selon des modalités équitables et qui permettent une concurrence loyale entre toutes les juridictions, petites et grandes, développées et en développement». Restructuré en 2009, il est constitué des pays membres de l'Organisation de coopération et de développement économiques (OCDE) ainsi que d'autres juridictions ayant exprimés leur désir de mettre en place des mesures mondiales relatives à la transparence et à l'échange d'information. Ces mesures sont destinées à endiguer les problèmes liés à l'évasion fiscale, aux paradis fiscaux, aux centres financiers offshores, la double taxation et le blanchiment d'argent. Le Forum travaille sous l'égide de l'OCDE et du G20. En 2000, il a publié une liste noire de 35 paradis fiscaux. Il a depuis œuvré à l'amélioration du standard régissant l'échange d'information. En Octobre 2019, le Forum Mondial était composé de 157 juridictions membres ainsi que de l'Union Européenne, tous membres à un pied d'égalité.  

## Activité
Le Forum comptait 32 juridictions à sa fondation; près de 90 en septembre 2009, et en compte 158 aujourd'hui ainsi que 19 organismes observateurs. Le Forum Mondial promeut la mise en œuvre de deux standards internationaux sur l'échange d'information en matière fiscale : le standard concernant l'Echange de Renseignement sur Demande (ERD) ; et le standard concernant l'Echange Automatique d'Information (EAI). 
Le Forum a également élaboré, en 2002, un projet de Modèle d'accord sur l'échange de renseignements en matière fiscale qui sert aujourd’hui de fondement aux conventions bilatérales. 
Depuis 2006, il publie des évaluations annuelles des cadres juridique et administratif en matière de transparence et d’échange de renseignements dans plus d'une centaine de pays.
Ce Forum trouve son origine dans le Forum sur les pratiques fiscales dommageables, organe subsidiaire du Comité des affaires fiscales de l'OCDE, créé en 1996 à l'initiative du G7.
Aujourd'hui, le Forum promeut la mise en place de deux standards internationaux sur l'échange de renseignements à des fins fiscales : le standard concernant l'Echange de Renseignement sur Demande (EDRD) et le standard concernant l'Echange Automatique de Renseignement (EADR).

### l'Echange de Renseignement sur Demande
Le Forum Mondial assure le respect par ses membres du standard international en matière d'ERD à travers un intense processus d'examen par les membres entre eux (pairs), cette activité est la principale depuis 2009. Cette surveillance est assurée par le Groupe d'Examen par les Pairs (GEP). Ce GEP est composé de 30 membres représentant la diversité présente au sein du Forum Mondial et est actuellement présidé par Singapour. Le processus d'examen s'intéresse sur trois catégories en particulier, divisées en dix éléments : l'information relative à la propriété et à l'identité (A.1) ; les documents comptables (A.2) ; les informations bancaires (A.3) ; l'accès à l'information (B.1) ; compatibilité des droits et garanties (C.2) ; les mécanismes permettant l'échange d'information (C.1) ; le réseau de partenaire pour l'ERD (C.2) ; la confidentialité (C.3) ; le respect des droits et garanties (C.4) ; qualité et délais (C.5). Chaque élément est évalué à la lumière du cadre légale et réglementaire (Phase 1) mais également à la pratique de l'échange d'information (Phase 2). 

## Réunion de 2009
Il s'est réuni pour la cinquième fois le 1er et 2 septembre 2009 à Mexico, peu avant le G20 de Pittsburgh de septembre 2009, en présence de 178 délégués de 70 juridictions et organisations internationales. La réunion précédente avait eu lieu en 2005.
Au cours de la réunion à Mexico, l'Australien Mike Rawstron fut élu secrétaire du Forum, le Français François d'Aubert (ancien ministre, magistrat à la Cour des comptes) étant élu président du Peer Review Group .